# Полін Нірамасугуко
Полін Нірамасугуко (фр. Pauline Nyiramasuhuko; (квітень 1946 , Ndorad, Руанда-Урунді ) — руандійський державний і політичний діяч. Обіймала посаду міністра у справах сім'ї та покращення становища жінок Руанди. Була засуджена за підбурювання військ та ополченців до зґвалтувань під час геноциду в Руанді в 1994 році у складі «процесу Бутаре» у Міжнародному трибуналі щодо Руанди (МТР) в Аруші, Танзанія. У червні 2011 року була визнана винною за семи пунктами звинувачення та засуджена до довічного ув'язнення. Стала першою жінкою, засудженою МТР за геноцид, та першою жінкою, засудженою за організацію зґвалтувань у ході геноциду.

## Ранній період життя та кар'єра
Народилася 1946 року в невеликому селищі Ндора, провінція Бутаре Руанди, в бідній родині хуту. Навчалася в середній школі Ecole sociale de Karubanda, де потоваришувала з Агатою Хабіаріманою, майбутньою дружиною Жювеналя Габ'ярімана, який став президентом Руанди в 1973 році.
Після закінчення навчання працювала соціальним працівником. В 1968 році одружилася з Морісом Нтахобалі, від якого у неї народилося четверо дітей. Один із їхніх дітей, Арсен Шалом Нтахобалі, був засуджений Міжнародним трибуналом щодо Руанди за участь у геноциді. Працювала у державному міністерстві соціальних справ, навчаючи жінок питанням здоров'я та догляду за дітьми. У 1986 році вступила до Національного університету Руанди, де вивчала право. У 1992 році була призначена міністром у справах сім'ї та покращення становища жінок в уряді Жювеналя Габ'ярімана.

## Геноцид у Руанді
Геноцид у Руанді розпочався 7 квітня 1994 року, одразу після вбивства Жювеналя Габ'ярімана та Сіпріена Нтар'яміри. Озброєні групи хуту були розгорнуті по всій сільській місцевості. Вони встановили контрольно-пропускні пункти, щоб відокремити тутсі, що втікали, від інших людей, що евакувалися. Хуту, які відмовилися брати участь у геноциді, зазнавали нападів. Вночі жителі Бутаре спостерігали за вогнями з пагорбів на заході та чули стрілянину з довколишніх сіл. Коли озброєні хуту зібралися на околицях Бутарі, жителі міста вийшли боронити його межі.
У відповідь на повстання тимчасовий уряд Руанди відправив Полін Нірамасугуко зі столиці Кігалі до її рідного міста Бутаре, де вона наказала губернатору Жану-Баптисту Габ'яліману організувати вбивства. Коли він відмовився, то був убитий, а Нірамасугуко викликала ополченців із Кігалі.
25 квітня 1994 року тисячі тутсі зібралися на стадіоні, де Міжнародний рух Червоного Хреста та Червоного Півмісяця роздавав їжу та забезпечив їх житлом. Передбачалося, що Полін Нірамасугуко влаштувала пастку на стадіоні. Воєнізоване угрупування хуту « Інтерахамве» на чолі з Арсеном Шаломом Нтахобалі, 24-річним сином Полін, оточило стадіон. Біженців ґвалтували, катували, вбивали, а їхні тіла спалювали. Вона нібито наказала ополченцям: «Перш ніж вбивати жінок, їх треба зґвалтувати». Потім вона наказала своїм прихильникам взяти каністри з бензином з її машини і використовувати їх для спалення групи жінок живцем, залишивши жертву зґвалтування, що вижила, як свідка.
В 1994 році Полін Нірамасугуко покинула Руанду після завершення геноциду та переїхала в Демократичну Республіку Конго. У 1997 році була заарештована в столиці Кенії місті Найробі разом зі своїм сином Арсеном Шаломом Нтахобалі, колишнім прем'єр-міністром Жаном Камбандою та вісьмома іншими людьми. Її син володів продуктовим магазином у Найробі. Наступного року її невістка Беатріс Муньєньєзі завдяки неправдивим свідченням отримала політичний притулок у США. У 2013 році була засуджена до десяти років ув'язнення в США за лжесвідчення, пов'язане з запереченням причетності до геноциду.

## Трибунал
Полін Нірамасугуко судили в Міжнародному трибуналі щодо Руанди (МТР), де вона стала першою жінкою, яка постала перед судом. 9 серпня 1999 року їй було пред'явлено звинувачення в змові з метою вчинення геноциду, самому геноциді, співучасті в геноциді, прямому та публічному підбурюванні до вчинення геноциду, злочинах проти людства та порушення Женевських конвенцій. Вона не визнала себе винною за всіма пунктами звинувачення. Предстала перед судом разом із п'ятьма іншими людьми у рамках «процесу Бутаре», який на момент його початку в 2001 році включав найбільшу кількість підсудних, які представили перед спільним судом у зв'язку з геноцидом у Руанді.
Її син, Арсен Шалом Нтахобалі, був одним із обвинувачених у тому, що керував силами «інтерахамві». Заключні аргументи щодо «процесу Бутарі» були заслухані 1 травня 2009 року. За словами прокурора Холо Макваю, вона мала намір «повністю або частково знищити етнічну групу тутсі в Бутарі».
24 червня 2011 року Полін Нірамасугуко була визнана винною за семи пунктами звинувачення, включаючи геноцид та підбурювання до зґвалтувань. Засуджена до довічного ув'язнення і не має права подавати прохання про умовно-дострокове звільнення протягом 25 років. Виправдана за трьома пунктами звинувачення. Хоча інші жінки були засуджені руандійськими судами за геноцид, Полін Нірамасугуко стала першою жінкою, засудженою саме МТР. Її син також був засуджений до довічного ув'язнення без можливості умовно-дострокового звільнення, чотирьох інших посадових осіб судом засуджено до 25-річних строків позбавлення волі.